# Центр організації мікротрубочок
Центр організації мікротрубочок (ЦОМТ, англ. Microtubule organizing center, MTOC) — це спеціальна структура в клітині, в якій починається полімеризація мікротрубочок. ЦОТМ завжди містять γ-тубулін, що пришвидшує процес нуклеації, тому їх можна локалізувати у клітині використовуючи імуноцитохімічне зафарбовування цього білка. Нуклеація мікротрубочок відбувається на мінус-кінці, а їхні плюс-кінці розходяться із ЦОМТ і ростуть.
Основними ЦОМТ тваринної клітини є центросоми, що організовують цитоплазматичні мікротрубочки в інтерфазі, і необхідні для утворення веретена поділу, а також базальні тільця джгутиків та війок. У рослин і грибів центросоми відсутні, і нуклеація мікротрубочок відбувається у них на ядерній оболонці.

## Тваринні ЦОМТ

### Центросоми
Основна стаття: Центросома

Схема будови центросоми.

У більшості тваринних клітин є один центр організації мікротрубочок — центросома, розміщена поблизу клітинного ядра. Тут відбувається нуклеація мінус-кінців мікротрубочок, а їх плюс-кінці розходяться врізнобіч, формуючи зіркоподібну структуру. Полярність мікротрубочок має важливе значення для везикулярного транспорту і дозволяє спрямувати його у правильному напрямку: кінезини зазвичай рухаються до (+)кінця, тому вони використовуються для перенесення везикул до периферії, тоді як динеїни, рухаючись до (-)кінців транспортують «вантаж» до центру клітини.
Центросома складається із в'язкого матриксу (перицентріолярної речовини), що містить велику кількість (більше п'ятдесяти) кільцевих комплексів γ-тубуліну (англ. γ-tubulin ring complex, γ-TuRC), які і здійснюють нуклеацію. В центрі цієї структури розміщена пара центріоль — циліндричних структур, що складаються із модифікованих мікротрубочок і допоміжних білків. Центріолі розміщуються під прямим кутом одна до одної, вони необхідні для організації матриксу центросоми. Перед клітинним поділом центріолі подвоюються і регулюють поділ центросоми, після чого дві новоутворені центросоми розходяться до різних полюсів клітини, де забезпечують утворення веретена поділу.

### Базальні тільця
Основна стаття: Базальне тільце

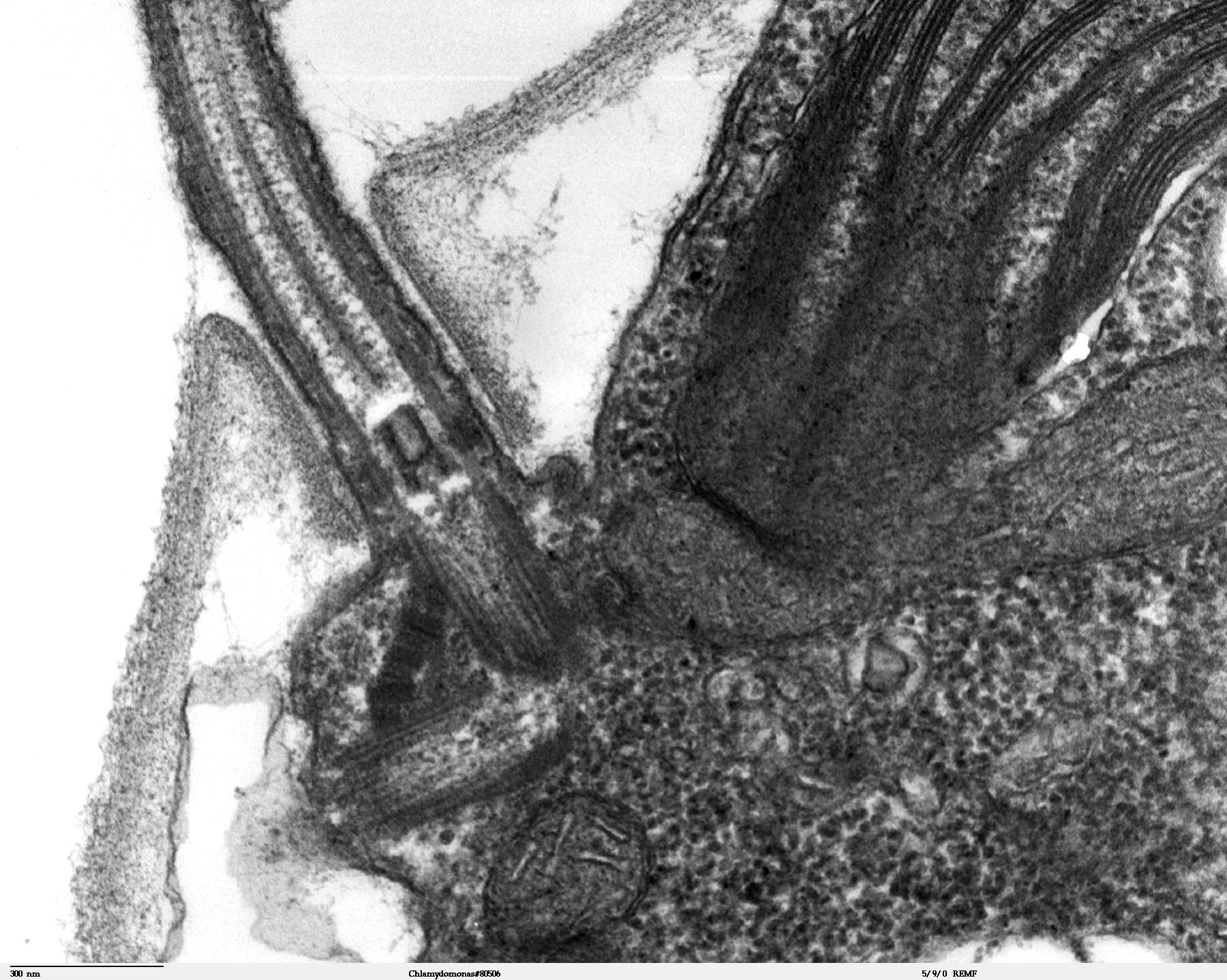
Переріз джгутика хламідомонади у зоні базального тільця (ТЕМ)

Базальні тільця знаходяться у корені еукаріотичних джгутиків та війок і виконують для них роль центру організації мікротрубочок. За структурою вони схожі до центріоль (складаються із дев'яти триплетів мікротрубочок розташованих по колу). У багатьох випадках базальні тільця та центріолі можуть бути взаємозамінними: наприклад у одноклітинної зеленої водорості хламідомонади (Chlamydomonas) під час поділу джгутики дисоціюють, а базальні тільця мігрують до полюсів клітини, де беруть участь в організації веретена поділу.

## ЦОМТ грибів і діатомових водоростей
У грибів та діатомових водоростей центріолі відсутні, центром організації мікротрубочок в них виступає комплекс, що називається «полярним тілом веретена» (англ. Spindle pole boby, SPB). Полярне тіло веретена — це невеликий багатошаровий диск вбудований в ядерну оболонку, містить γ-тубулін. Він бере участь як в організації мікротрубочок під час інтерфази, так і в утворенні веретена поділу.

## ЦОМТ вищих рослин
У вищих рослин відсутні як центросоми, так і чітко виражені полярні тіла веретена, натомість роль центру організації мікротрубочок у них відіграє вся поверхня ядерної оболонки, що містить γ-тубулін, а також допоміжний білок Spc98p. Комплекси необхідні для нуклеації мікротрубочок були знайдені в ядерній оболонці рослин різних відділів: зокрема Покритонасінних, Голонасінних та Мохоподібних.